# CTIA i GTIA
CTIA (Color Television Interface Adaptor) i njegov nasljednik GTIA (Graphic Television Interface Adaptor)  ime je za integrirani krug koji se rabio u Atarijevim 8-bitnim računalima te u igraćoj konzoli Atari 5200. U ovim sistemima GTIA i GTIA je radio skupa s integriranim krugom ANTIC kod iscrtavanja slike na zaslonu. Ovaj integirani krug je dizajnirao Amerikanac George McLeod uz tehničku pomoć Stevea Smitha.

## Vanjske poveznice
- Informacije o GTIA čipu
- Informacije o CGIA čipu  Arhivirana inačica izvorne stranice od 5. siječnja 2011. (Wayback Machine)